# Stanislas Dehaene
Stanislas Dehaene (Roubaix, 12 mei 1965) is een Franse cognitieve neurowetenschapper. Hij is hoogleraar aan het Collège de France en directeur van het INSERM UNit 562, 'Cognitive Neuroimaging' sinds 1989. Zijn specialisaties zijn numerieke cognitie, getalbegrip en hersenfuncties. Andere interessegebieden zijn de neurale basis van lezen en bewustzijn. Hij verkreeg in 1999 de James S. McDonnell Foundation Centennial Fellowship voor zijn werk op het gebied van de 'Neurocognitieve basis van het getalbegrip'. In 2003 kreeg hij samen met Denis Le Bihan de Louis D. prijs van het Institut de France (Louis D. 2003). Hij is de auteur van meer dan 120 artikelen, auteur van 2 boeken en editor van vier andere boeken.
Dehaene is mede bekend door zijn Neurocognitieve Triple-Codes model van getalverwerking.
Dehaene begon zijn opleiding als wiskundige en studeerde wiskunde aan de École Normale Supérieure in Parijs. Hij verkreeg in 1985 een Master in de toegepaste wiskunde en computerwetenschap van de Universiteit van Parijs VI. Daarna richtte hij zich op gebieden als Neurowetenschap en Psychologie, na het lezen van het boek van Jean-Pierre Changeux L'Homme neuronal (E.: Neuronal Man: The Biology of The Mind). Hij doet momenteel onderzoek naar de hogere cognitieve functies van de mens binnen de NSERM-CEA Cognitive Neuroimaging Unit. Zijn onderzoekslab is gevestigd op het Neurospin Center van de CEA campus van Saclay en op het Pitié-Salpetrière ziekenhuis in Parijs.
Met medewerker Laurent Cohen, een neuroloog verbonden aan het Pitié-Salpêtrière ziekenhuis in Parijs deed hij onderzoek naar patiënten met specifiek letsel in de pariëtale kwab, en het gevolg daarvan op rekenkundige bewerkingen als vermenigvuldigen en aftrekken. Zij ontdekten een dubbele dissociatie waarbij patiënten wel konden rekenen maar niet aftrekken (letsel in de sulcus intraparietalis) en patiënten die niet konden rekenen maar wel aftrekken (letsel in de lagere delen van de pariëtale kwab). Later onderzocht Dehaene dezelfde vaardigheden bij normale proefpersonen met behulp van fMRI, die de eerder vastgestelde dissociatie tussen rekenen en aftrekken bevestigde.